# Ewartiothamnus
Ewartiothamnus é um género botânico pertencente à família Asteraceae.